# Pierre Clément (écrivain)
Pour les articles homonymes, voir Pierre Clément et Clément.
Pierre Clément, dit Pierre Clément de Genève, né à Genève en 1707 et mort à Charenton en 1767, est un homme de lettres genevois.

## Biographie
Il est élu au saint ministère en 1732 puis part en Angleterre, comme gouverneur de Milord Waldegrave. On le trouve ensuite à Paris, où il développe son goût pour le théâtre. Clément dispute même à Voltaire le sujet de Mérope, mais le grand écrivain français donne sa pièce avant celle de l'auteur genevois, qu'il affuble du sobriquet de Clément Maraud.
Prêchant dans les ambassades protestantes de Paris, il s'éprend de littérature légère et compose Les Francs-Maçons trahis ou les Maçons Libres, comédie en un acte en 1740. En rétorsion, la Compagnie des Pasteurs de Genève l'oblige à quitter la fonction pastorale.
Par la suite, il traduit de l'anglais la pièce Le Marchand de Londres ou l'Histoire de George Barnwell, de George Lillo, publiée en 1748.
Clément rédige aussi Les Cinq Années littéraires ou Lettres sur les ouvrages qui ont paru en 1748-1752. Cette correspondance critique, entretenue avec Milord Waldegrave, rencontre un certain écho. Première du genre, elle précède celles de Grimm, Diderot ou La Harpe.
Il disparaît en 1767. Son Recueil de Poésies légéres est publié après sa mort.